# Боссю-ле-Рюминьи
Боссю́-ле-Рюминьи́ (фр. Bossus-lès-Rumigny) — коммуна во Франции, находится в регионе Шампань — Арденны. Департамент — Арденны. Входит в состав кантона Рюминьи. Округ коммуны — Шарлевиль-Мезьер.
Код INSEE коммуны — 08073.
Коммуна расположена приблизительно в 180 км к северо-востоку от Парижа, в 100 км севернее Шалон-ан-Шампани, в 34 км к западу от Шарлевиль-Мезьера.

## Население
Население коммуны на 2008 год составляло 93 человека.
| 1962 | 1968 | 1975 | 1982 | 1990 | 1999 | 2008 |
| ---- | ---- | ---- | ---- | ---- | ---- | ---- |
| 125  | 144  | 134  | 134  | 136  | 95   | 93   |

## Экономика
В 2007 году среди 59 человек в трудоспособном возрасте (15—64 лет) 44 были экономически активными, 15 — неактивными (показатель активности — 74,6 %, в 1999 году было 67,1 %). Из 44 активных работали 39 человек (23 мужчины и 16 женщин), безработных было 5 (4 мужчины и 1 женщина). Среди 15 неактивных 0 человек были учащимися или студентами, 6 — пенсионерами, 9 были неактивными по другим причинам.

## Достопримечательности
- Укреплённая церковь (веркирхе) Сен-Мартен[фр.] (1575 год).
- Бывшая бумажная фабрика, в настоящее время — дом.
- Руины феодального замка Ла-Эйет.

## Фотогалерея

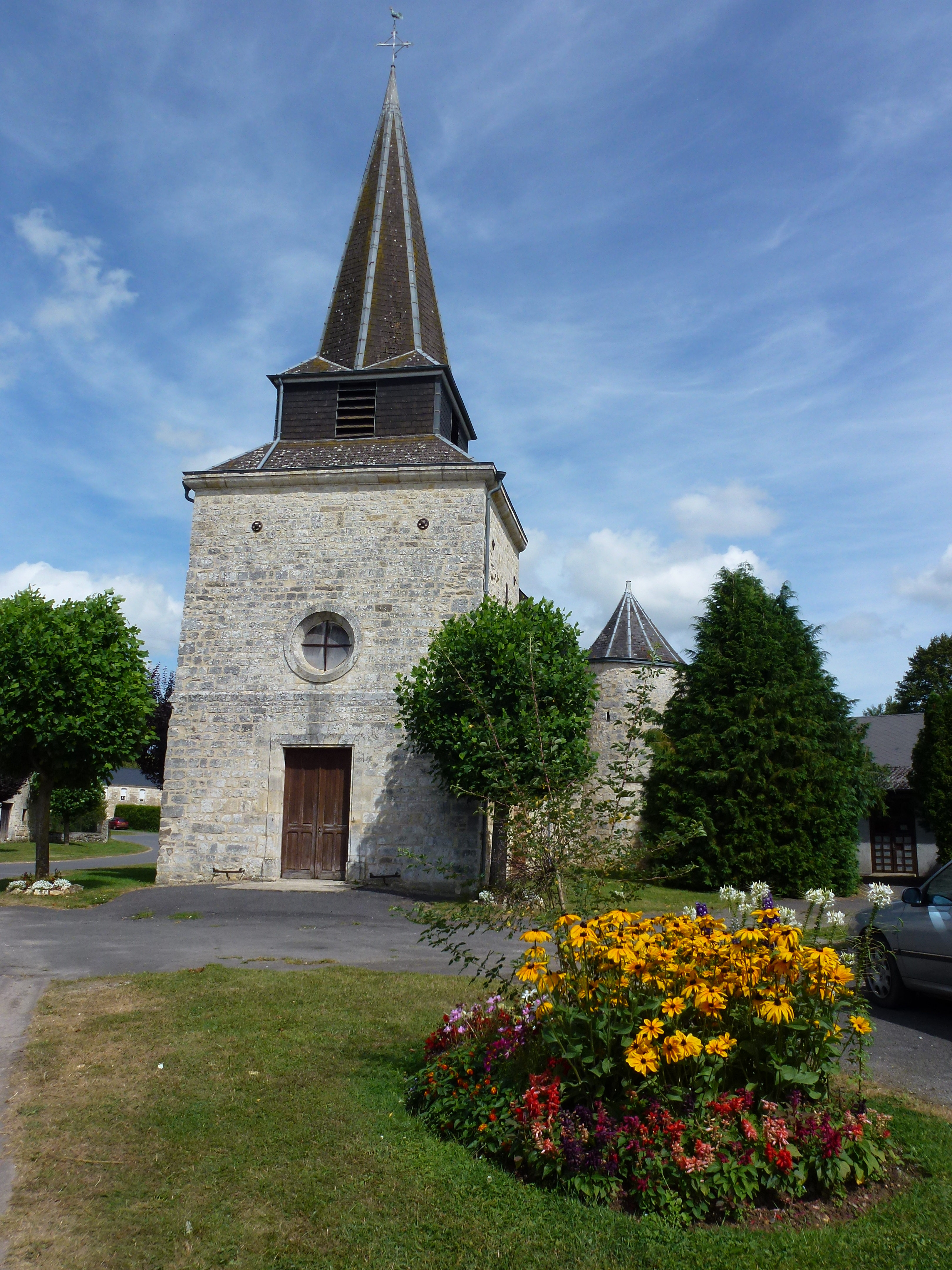
Церковь (веркирхе) Сен-Мартен
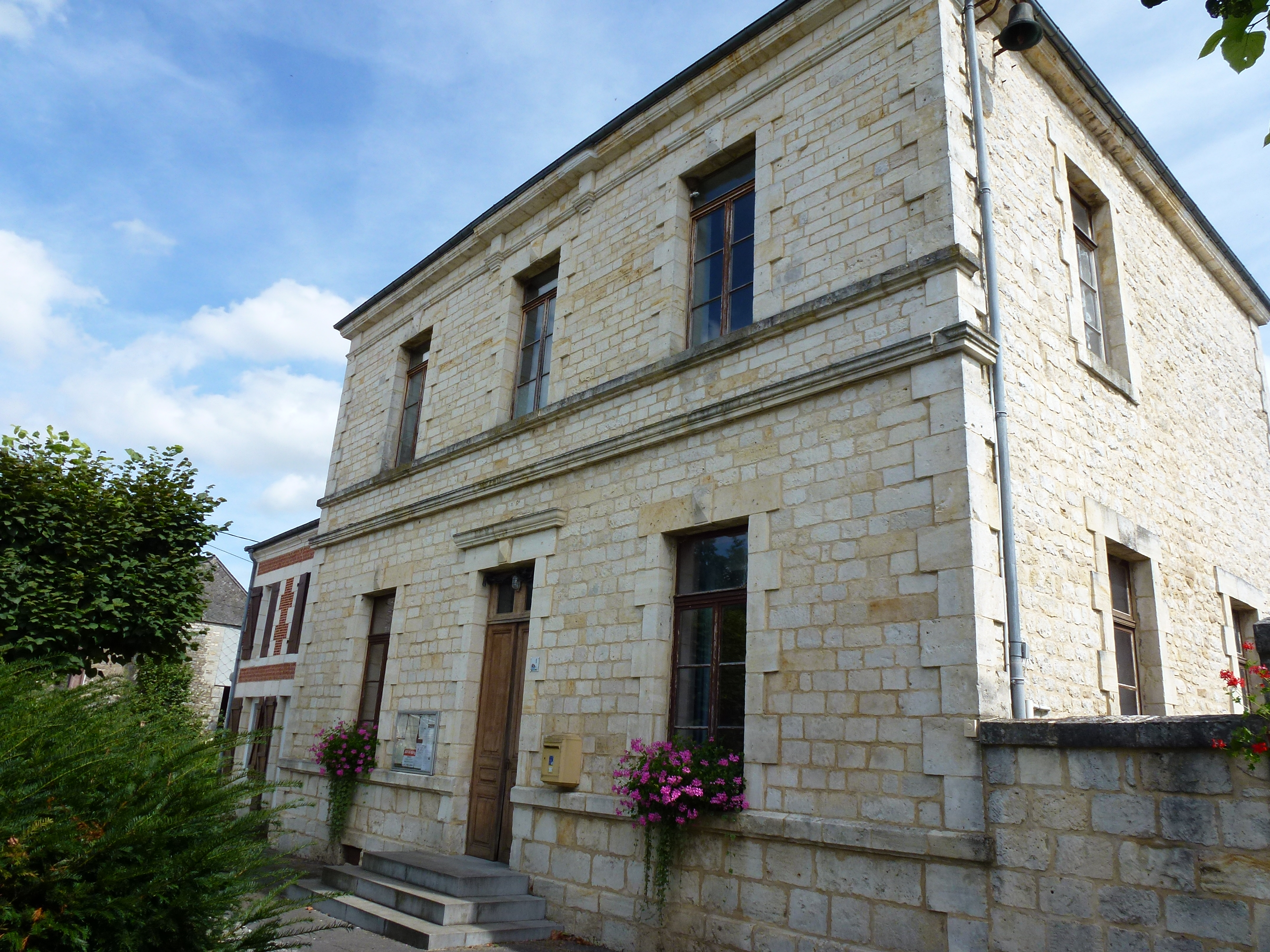
Мэрия
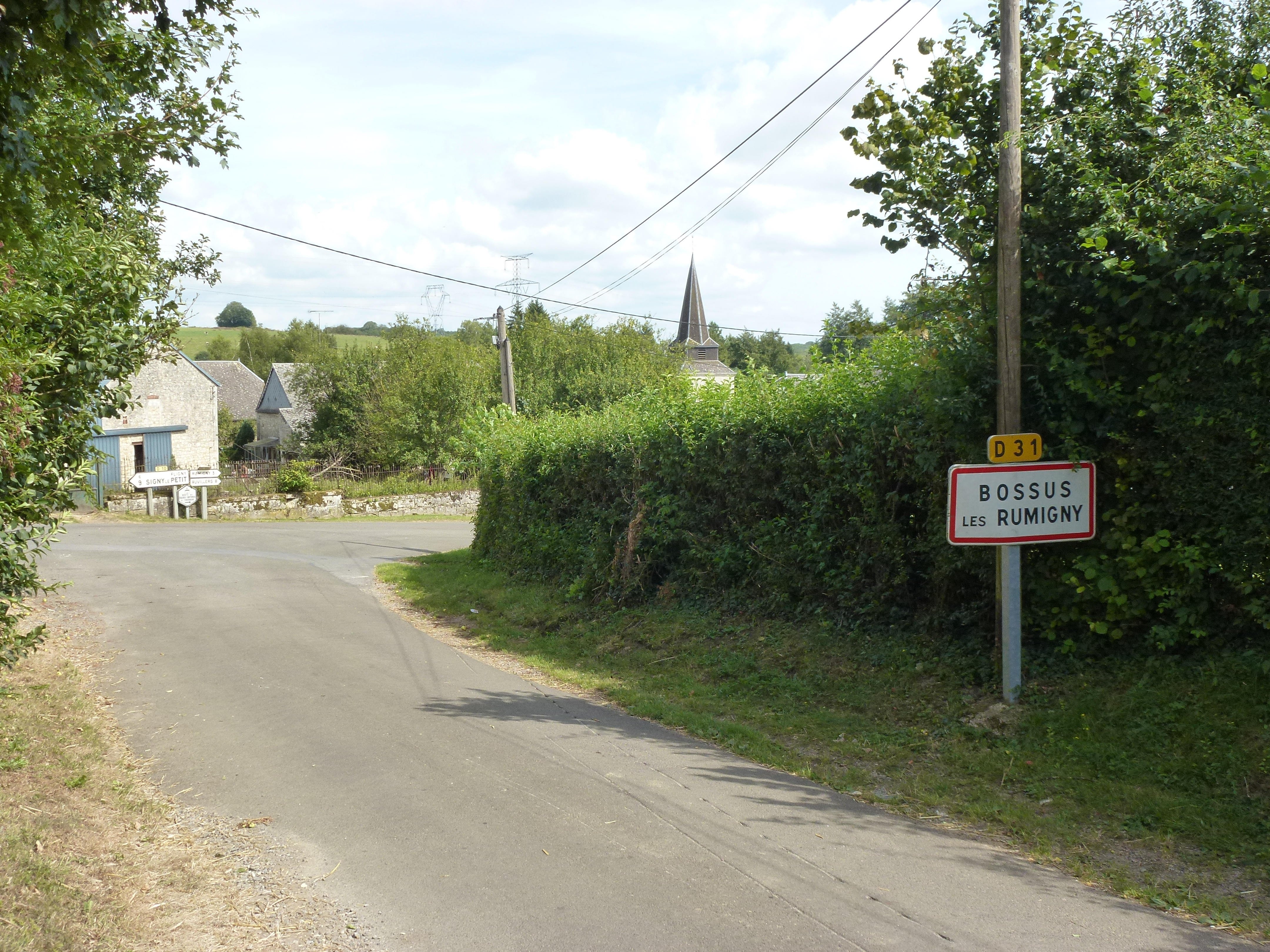
Въезд в Боссю-ле-Рюминьи
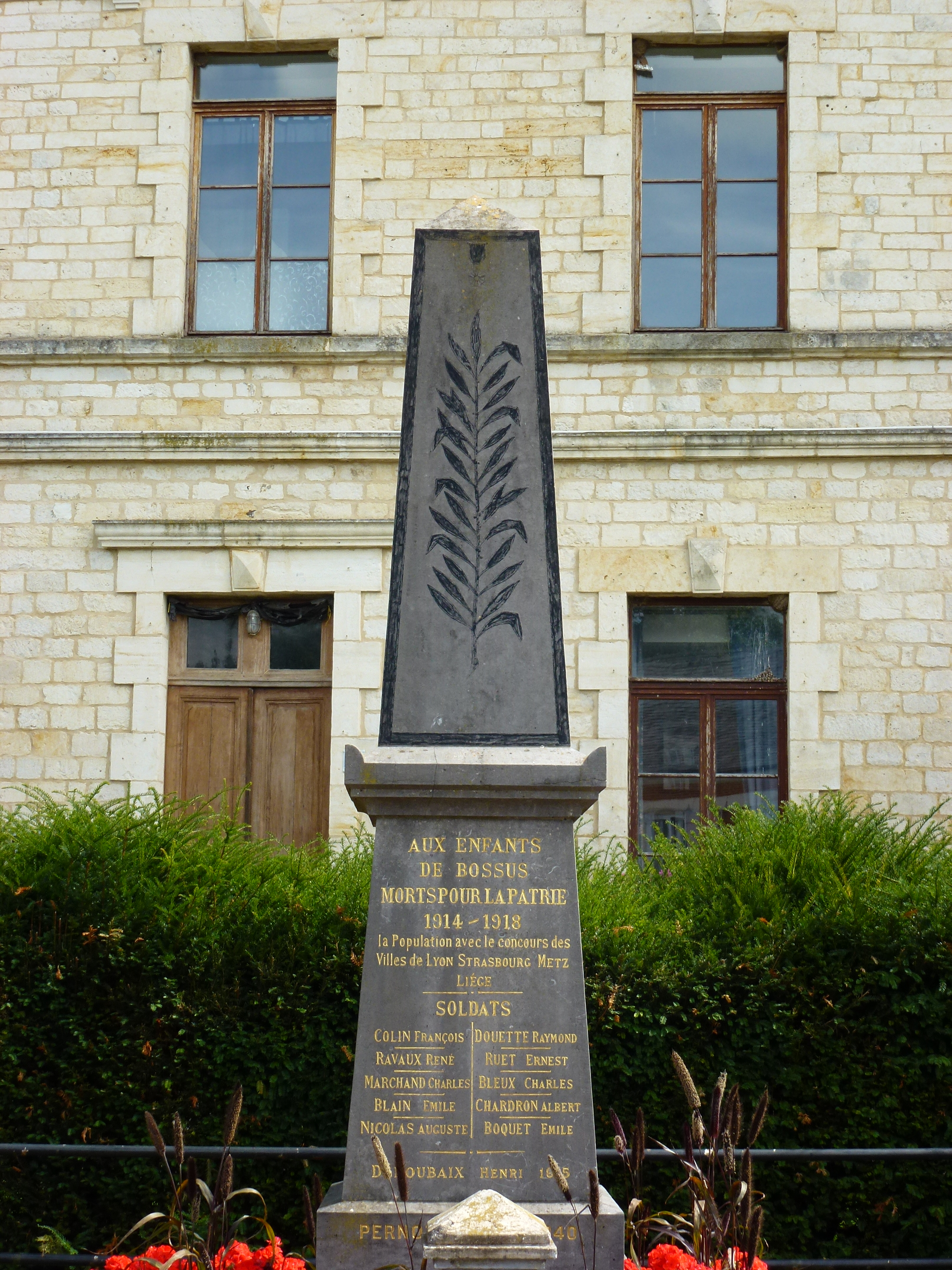
Памятник погибшим в Первой мировой войне